# کوه آهیر
کوه آهیر (به لاتین: Mount Ahır) یک منطقهٔ مسکونی در ترکیه است که در ناحیه مدیترانه واقع شده‌است. کوه آهیر ۴۵۰ متر بالاتر از سطح دریا واقع شده‌است.